# Милстат (Илиноис)
Милстат (енгл. Millstadt) град је у америчкој савезној држави Илиноис.

## Демографија
По попису из 2010. године број становника је 4.011, што је 1.217 (43,6%) становника више него 2000. године.
| Група             | 2000.         | 2010.         |
| Белци             | 2.746 (98,3%) | 3.919 (97,7%) |
| Афроамериканци    | 0 (0,0%)      | 8 (0,2%)      |
| Азијати           | 7 (0,3%)      | 11 (0,3%)     |
| Хиспаноамериканци | 21 (0,8%)     | 40 (1,0%)     |
| Укупно            | 2.794         | 4.011         |